# Francesc Boix, un fotògraf a l'infern
Francesc Boix, un fotògraf a l'infern (castellà: Francisco Boix, un fotógrafo en el infierno) és una pel·lícula documental del 2000, dirigida per Llorenç Soler, sobre la vida del fotògraf Francesc Boix, militant comunista i exiliat republicà que, al costat dels seus companys, va patir la captivitat en el camp de concentració nazi de Mauthausen.
En el documental es reuneixen els testimoniatges de molts companys de Boix, que va morir a París el 1951, sobre la seva vida, que havia començat a la Barcelona dels anys 1920. Es mostren moltes de les fotografies que Boix va aconseguir evitar que fossin destruïdes i que permeten veure alguns aspectes de la realitat del camp de concentració de Mauthausen. També estan presents les imatges i el so de la declaració en el Procés de Nuremberg, en suport de l'acusació contra alguns dels principals criminals nazis.
L'obra s'ha porjectat en diversos espais, com ara al Centre Cultural Convent Sant Francesc–Museu de la Ciutat de Benicarló (MUCBE), a l'Octubre Centre de Cultura Contemporània de València, a la Casa de la Generalitat de Catalunya a Perpinyà i a la novena edició del Cicle de Cinema sobre la deportació als camps nazis de Vilanova i la Geltrú.
Aquest documental va rebre diverses distincions, entre les quals cal destacar el Gran premi del Festival de Cinema històric del 2000, a Peçac de Bordèu, Occitània; la candidatura a la categoria de Millor documental de parla no anglesa dels Premis Emmy del 2000; la menció especial del jurat del Festival de Màlaga de 2001; i el certificat de mèrit del Festival Internacional de Cinema de San Francisco de 2001.